# Юксарське сільське поселення
Юкса́рське сільське поселення (рос. Юксарское сельское поселение) — муніципальне утворення у складі Кілемарського району Марій Ел, Росія. Адміністративний центр — село Юксари.

## Населення
Населення — 762 особи (2019, 879 у 2010, 984 у 2002).

## Склад
До складу поселення входять такі населені пункти:
| Населений пункт           | Населення, осіб (2002) | Населення, осіб (2010) |
| ------------------------- | ---------------------- | ---------------------- |
| Алатайкіно, присілок      | 151                    | 130                    |
| Великий Єрмучаш, присілок | 125                    | 102                    |
| Євсейкино, присілок       | 107                    | 86                     |
| Куплонга, присілок        | 126                    | 111                    |
| Куплонгінський, селище    | 53                     | 69                     |
| Малий Єрмучаш, присілок   | 27                     | 19                     |
| Пінжедир, присілок        | 61                     | 47                     |
| Черемуха, присілок        | 49                     | 35                     |
| Юксари, присілок          | 285                    | 280                    |